# منصور بن محمد بن سعد آل سعود
الأمير منصور بن محمد بن سعد الثاني بن عبد الرحمن بن فيصل آل سعود؛ محافظ محافظة حفر الباطن سابقاً منذ 27 ديسمبر 2018، وهو حاصل على درجة الهندسة الصناعية من الرياض كما حصل على الماجستير في الإدارة من إحدى الجامعات البريطانية، يشغل منصب الأمين العام المساعد لمؤسسة الملك فيصل الخيرية، كما شغل من قبل منصب مدير إدارة التخطيط الاستراتيجي لـصندوق التنمية الصناعي السعودي، كما شغل من قبل منصب مستشار في وزارة الداخلية.

## السيرة التعليمية
- الماجستير في إدارة الأعمال من جامعة برونيل، من لندن ببريطانيا عام 1420 هـ.
- البكالوريوس في الهندسة الكهربائية من جامعة الملك فهد للبترول والمعادن بالظهران، عام 1415 هـ.

## السيرة العملية
- محافظ محافظة حفر الباطن حتى عام 1445 هـ.
- تعين بوزارة الداخلية عام 1416 هـ وتدرج خلالها على عدد من الوظائف التنفيذية والإشرافية إلى أن كلف وكيلًا لوزارة الداخلية لشؤون المناطق في عام 1435 هـ.
- دورات تدريبية في مجال عمله داخل وخارج المملكة.
- شارك في عدد من اللجان ذات العلاقة داخل وخارج المملكة.

## حياته الشخصية
متزوج من الأميرة موضي بنت عبد الله بن محمد بن عبد الرحمن آل سعود.

## وصلات خارجية
- أمر ملكي: بإعفاء صاحب السمو الأمير منصور بن محمد بن سعد الثاني آل عبدالرحمن آل سعود محافظ حفر الباطن من منصبه